# موكسونيدين
موكسونيدين هو مخفض لضغط الدم ذو تأثير مركزي يستخدم في علاج فرط ضغط الدم الخفيف إلى المعتدل. يستخدم موكسونيدين عندما لا يكون استخدام الثيازيد وحاصرات بيتا ومثبطات الإنزيم المحول للأنجيوتنسين ومحصرات قنوات الكالسيوم ملائما أو أنها فشلت في التحكم بضغط الدم. كما يوفر موكسونيدين تأثيرا مرغوبا في حالات مقاومة الإنسولين (أو ملازمة مقاومة الإنسولين).
سولفاي تنتج موكسونيدين تحت اسم تجاري هو فيزيوتنس (Physiotens).